# ふるさと・わが町ベスト10
『ふるさと・わが町ベスト10』（ふるさと わがまちベストテン）は、1984年4月1日から1989年3月26日まで中京テレビで放送された紀行番組。中部電力の一社提供。
この項目では、1989年4月2日から1993年3月28日まで同局で放送された後継番組『来たゾふるさと探偵団』（きたゾふるさとたんていだん）についても触れる。

## 概要

### ふるさと・わが町ベスト10
リポーターが東海3県各地の市町村を訪れ、その土地自慢の人物・商店・物産品などをランキング形式でまとめながら紹介していた番組である。番組は全編ロケで、毎回様々なタレントたちがリポーターを務めていた。
この番組のルーツは、土曜夕方に同局で放送されていた『5時SATマガジン』が初期に実施していた「ローカルスターベストテン」というコーナーである。このコーナーは東海3県を拠点に活動する地元のスターたちを探し出して特集し、視聴者からのハガキ投票を集計してランキングを打ち出すというもので、コーナータイトルやスタジオセットなどに当時のTBS（地元ではCBCテレビ）の人気番組『ザ・ベストテン』のパロディの要素が見受けられた。このコーナーは1984年3月放送分をもって終了したが、それを1つの紀行番組として発展させたのがこの番組である。

### 来たゾふるさと探偵団
放送開始から5年後の1989年4月、番組は『来たゾふるさと探偵団』と題してリニューアル。この番組も同様にリポーターが東海3県各地を訪れていたが、タイトル変更前まで実施していたランキング形式での紹介が廃止されたため、5時SATからの継承要素は薄れた。
ちなみに、番組リニューアル当時はTBS（上記と同じくCBCテレビ）の『テレビ探偵団』が人気を博していた。

## 放送時間
いずれもJST。

### ふるさと・わが町ベスト10
- 日曜 09:00 - 09:30 （1984年4月1日 - 1989年3月26日）

### 来たゾふるさと探偵団
- 日曜 09:00 - 09:30 （1989年4月2日 - 1989年9月24日）
- 日曜 09:30 - 10:00 （1989年10月1日 - 1991年3月31日）

『中村敦夫のザ・サンデー』開始に伴い、30分繰り下げ。
- 日曜 11:00 - 11:30 （1991年4月7日 - 1993年3月28日）

## 出演者

### ふるさと・わが町ベスト10
- 夏木ゆたか
- 千葉おさむ
- 菅原孝
- 三波豊和
- 藤田明子ふじたあきこ（アキコイイジマ）
- 末武裕子
- 磯村美奈

### 来たゾふるさと探偵団
- 今いくよ・くるよ
- 荒勢
- ぼんちおさむ
- 山口良一
- 江藤博利
- ほか

## エピソード
『ふるさと・わが町ベスト10』時代の1988年に放送された三重県一志郡一志町（現・津市の一部）の回で、後にアテネ・北京と2大会連続で五輪金メダリストとなる吉田沙保里（当時5歳）が「一志町の天才レスリング少女」として紹介されたことがある。

## 関連書籍
- ふるさとわが町ベスト10 （1986年4月発売、著者 - 中京テレビ放送編成部、発行 - 中日出版社、発売 - 愛知県郷土資料刊行会、ISBN 4-88519-027-4）